# فیلیپ ویولو
فیلیپ ویولو (انگلیسی: Philippe Violeau؛ زادهٔ ۱۹ سپتامبر ۱۹۷۰) بازیکن فوتبال اهل فرانسه است.
از باشگاه‌هایی که در آن بازی کرده‌است می‌توان به باشگاه فوتبال اوسر و باشگاه فوتبال المپیک لیون اشاره کرد.